# قائمة موانئ تونس
هذه قائمة الموانئ والمرافئ في تونس .

## قائمة الموانئ والمرافئ في تونس
| اسم الميناء / الميناء | الولاية       | اسم المدينة | إحداثيات            | كود الأمم المتحدة | الغاطس الأقصى | الحمولة الساكنة القصوى | ملاحظات          |
| --------------------- | ------------- | ----------- | ------------------- | ----------------- | ------------- | ---------------------- | ---------------- |
| ميناء بنزرت           | ولاية بنزرت   | بنزرت       | 37°15′N 09°51′E     | TNBIZ             | 10.4          | 115878                 | منفذ متوسط الحجم |
| ميناء رادس            | ولاية بن عروس | رادس        | 36 ° 48'N 10 ° 17'E | TNRDS             | 10.3          | 58000                  | منفذ كبير الحجم  |
| ميناء سوسة            | ولاية سوسة    | سوسة        | 35 ° 49'N 10 ° 38'E | TBSUS             | 8.5           | 27174                  | منفذ متوسط الحجم |
| ميناء صفاقس           | ولاية صفاقس   | صفاقس       | 34 ° 43'N 10 ° 46'E | TNSFA             | 10.1          | 63963                  | منفذ متوسط الحجم |
| ميناء قابس            | ولاية قابس    | قابس        | 33 ° 54'N 10 ° 06'E | TNGAE             | 10.3          | 63878                  | منفذ متوسط الحجم |